# Moravany (Slovacchia)
Moravany (in ungherese Morva) è un comune della Slovacchia facente parte del distretto di Michalovce, nella regione di Košice.